# نهائي كأس إسكتلندا 2015
نهائي كأس اسكتلندا 2015 هي المباراة النهائية من منافسة كأس اسكتلندا 2014–15، أقيمت المباراة في 30 مايو 2015، في هامبدن بارك، بين فريقي نادي إنفرنيس، ونادي فالكيرك، وفاز فيها نادي إنفرنيس، بعد أن هزم نادي فالكيرك، بنتيجة 2 - 1، وكان حكم المباراة ويلي كولوم، وحضر المباراة 37149 شخصاً.

## تفاصيل المباراة
لعبت المباراة النهائية في 30 مايو 2015.
| نادي إنفرنيس | 2 -1 | نادي فالكيرك |
| ------------ | ---- | ------------ |
|              |      |              |